# Oihan Sancet
Oihan Sancet Tirapu (Pamplona, Navarra; 25 d'abril de 2000) és un futbolista navarrès que juga com a migcampista a l'Athletic Club de la Primera Divisió.

## Trajectòria
Oihan és natural del barri pamplonès de Mendillorri. Al gener de 2012 va ser triat com a millor jugador del prestigiós Torneig Interescolar, organitzat per la Fundació Osasuna, el qual va guanyar amb el col·legi Mendigoiti. El juny de 2015 va arribar al planter de l'Athletic Club procedent del CA Osasuna. Després de destacar en el seu segon any de juvenil, va ser seleccionat per Eduardo Berizzo per realitzar la pretemporada amb l'Athletic Club el 2018. Finalment, l'entrenador argentí va anunciar que Sancet formaria part de la primera plantilla encara que, també, podria jugar amb el Bilbao Athletic.
El 25 d'agost de 2018 va marcar el seu primer gol en el seu debut amb l'equip filial en un partit contra el CD Tudelano (2-0),però en la següent jornada va sofrir un trencament del lligament creuat anterior del genoll esquerre. Després d'una llarga recuperació, va tornar al març per disputar el tram final de la temporada amb el filial.
En 2019 va ser, novament, seleccionat per realitzar la pretemporada amb el primer equip. Finalment, el 16 d'agost va debutar en Primera Divisió en el triomf davant el FC Barcelona (1-0) substituint Óscar de Marcos en el minut 65. El 27 de juny de 2020 va marcar el seu primer punt en Lliga, a San Mamés, en un triomf davant el RCD Mallorca (3-1). El 31 d'octubre va marcar el punt del triomf enfront del Sevilla (2-1), en el minut 86, quan amb prou feines portava quaranta-cinc segons al terreny de joc.

## Internacional
Va ser internacional en categoria sub-18 i sub-19 amb la selecció espanyola. El 30 de juny de 2018 es va proclamar campió dels Jocs Mediterranis amb la selecció sub-18 dirigida per Luis de la Fuente. El 10 de juliol de 2019 va ser un dels tres jugadors descartats de la llista definitiva per disputar l'Eurocopa sub-19.
El 7 d'octubre de 2019 va ser convocat per Luis de la Fuente per acudir a la concentració de la selecció sub-21 en substitució d'Óscar Rodríguez. Tres dies més tard, el 10 d'octubre, va debutar en un amistós enfront d'Alemanya. El 21 de maig de 2021 va tornar a una convocatòria de la selecció sub-21 per disputar la fase final de l'Eurocopa.

## Palmarès
Athletic Club
- Copa del Rei: 2024[18]
- Supercopa d'Espanya: 2020–21[19]

Espanya sub-18
- Jocs Mediterranis Medalla d'or: 2018[20]